# Ángel Fernández Franco
Ángel Fernández Franco (Barcelona, 22 de gener de 1960 - Múrcia, 26 de febrer de 1991), més conegut com el Torete o el Trompetilla va ser un delinqüent i actor català que va aconseguir la fama actuant en la trilogia Perros callejeros.
Després d'una carrera de delinqüència, El Torete va participar com a actor del denominat cinema quinqui, arribant al cim de la seva carrera d'actor sota la direcció de José Antonio de la Loma. Per a molts va ser el màxim exponent d'aquest gènere.
En 1977, amb Perros callejeros, li va arribar la popularitat i fama que seguirien amb la pel·lícula Perros callejeros II (1979) i Los últimos golpes de «El Torete», (1980). En les tres pel·lícules també actua al costat d'ell el seu germà Basilio Fernández Franco, mort en 1995. Tota la saga va ser il·lustrada musicalment per grups de rumba flamenca, com Los Chichos, Los Chunguitos o Bordón 4. Aquest últim grup li va dedicar el seu tema Al Torete
En 1985 va participar com a actor en la pel·lícula Yo, el Vaquilla, aquesta vegada interpretant a l'advocat del  Vaquilla.
Va morir a causa de la sida el 1991 i està enterrat en un nínxol del Cementiri de Montjuïc, a Barcelona.